# Ludlow (geologia)
| Devoniano                                                                                           | Inferiore     | Lochkoviano | Più recente |
| Siluriano                                                                                           | Pridoliano    | -           | 422,7±1,6   |
| Siluriano                                                                                           | Ludloviano    | Ludfordiano | 425,0±1,5   |
| Siluriano                                                                                           | Ludloviano    | Gorstiano   | 426,7±1,5   |
| Siluriano                                                                                           | Wenlock       |             |             |
| Siluriano                                                                                           | Homeriano     | 430,6±1,3   |             |
| Siluriano                                                                                           | Sheinwoodiano | 432,9±1,2   |             |
| Siluriano                                                                                           | Llandovery    |             |             |
| Siluriano                                                                                           | Telychiano    | 438,6±0,1   |             |
| Siluriano                                                                                           | Aeroniano     | 440,5±1,0   |             |
| Siluriano                                                                                           | Rhuddaniano   | 443,1±0,9   |             |
| Ordoviciano                                                                                         | Superiore     | Hirnantiano | Più antico  |
| Suddivisione del sistema del Siluriano secondo la Commissione internazionale di stratigrafia (ICS). |               |             |             |

Nella scala dei tempi geologici, il Ludlow (talvolta indicato anche come Ludloviano), rappresenta la terza delle quattro epoche o serie stratigrafiche in cui è suddiviso il Siluriano, che a sua volta è il terzo dei sei periodi in cui è suddivisa l'era del Paleozoico.
Il Ludlow è compreso tra 422,9 ± 2,5 e 418,7 ± 2,7 milioni di anni fa (Ma), preceduto dal Wenlock e seguito dal Pridoli.

## Suddivisioni
Il Ludlow è suddiviso in due piani geologici:
- Gorstiano: da 422,9 ± 2,5 a 421,3 ± 2,6 milioni di anni fa (Ma)
- Ludfordiano: da 421,3 ± 2,6 a 418,7 ± 2,7 milioni di anni fa (Ma)

## Etimologia
Il Ludlow deriva il suo nome dal paese di Ludlow, nello Shropshire, in Inghilterra, nelle cui vicinanze furono identificati gli affioramenti rocciosi risalenti a questa epoca.
L'epoca e la denominazione furono introdotte nella letteratura scientifica nel 1833 dal geologo scozzese Roderick Murchison. All'inizio il Ludlow fu classificato come stadio e solo nel 1989 fu elevato al livello di epoca.

## Definizioni stratigrafiche e GSSP
La base del Ludlow coincide con quella del suo primo stadio, il Gorstiano, ed è definita dalla prima comparsa della specie graptolitica Saetograptus (Colonograptus) varians, compresa tra la base della biozona dei graptoliti della specie Neodiversograptus nilssoni e poco al di sotto della biozona degli acritarchi della specie Leptobrachion longhopense. 
Il limite superiore, nonché base della successiva epoca Pridoli, è dato dalla prima comparsa dei graptoliti della specie Monograptus parultimus.

### GSSP
Il GSSP, il profilo stratigrafico di riferimento della Commissione Internazionale di Stratigrafia, è identificato in una sezione della cava di pietre "Pitch Coppice", situata a circa 4,5 km a sud-ovest di Ludlow, nello Shropshire, in Inghilterra, sul lato meridionale della strada che va da Ludlow a Wigmore.